# Tetétlen
Tetétlen ist eine ungarische Gemeinde im Kreis Püspökladány im Komitat Hajdú-Bihar. 

## Geografie
Tetétlen liegt im östlichen Teil Ungarns, 14,5 Kilometer östlich der Kreisstadt Püspökladány. Durch das Gemeindegebiet fließt der Keleti-főcsatorna. Tetétlen grenzt an folgende Gemeinden:
|        | Kaba                                        | Hajdúszovát |
|        | Kompassrose, die auf Nachbargemeinden zeigt |             |
| Báránd |                                             | Földes      |

## Geschichte
Die erste schriftliche Erwähnung stammt aus dem Jahr 1441.

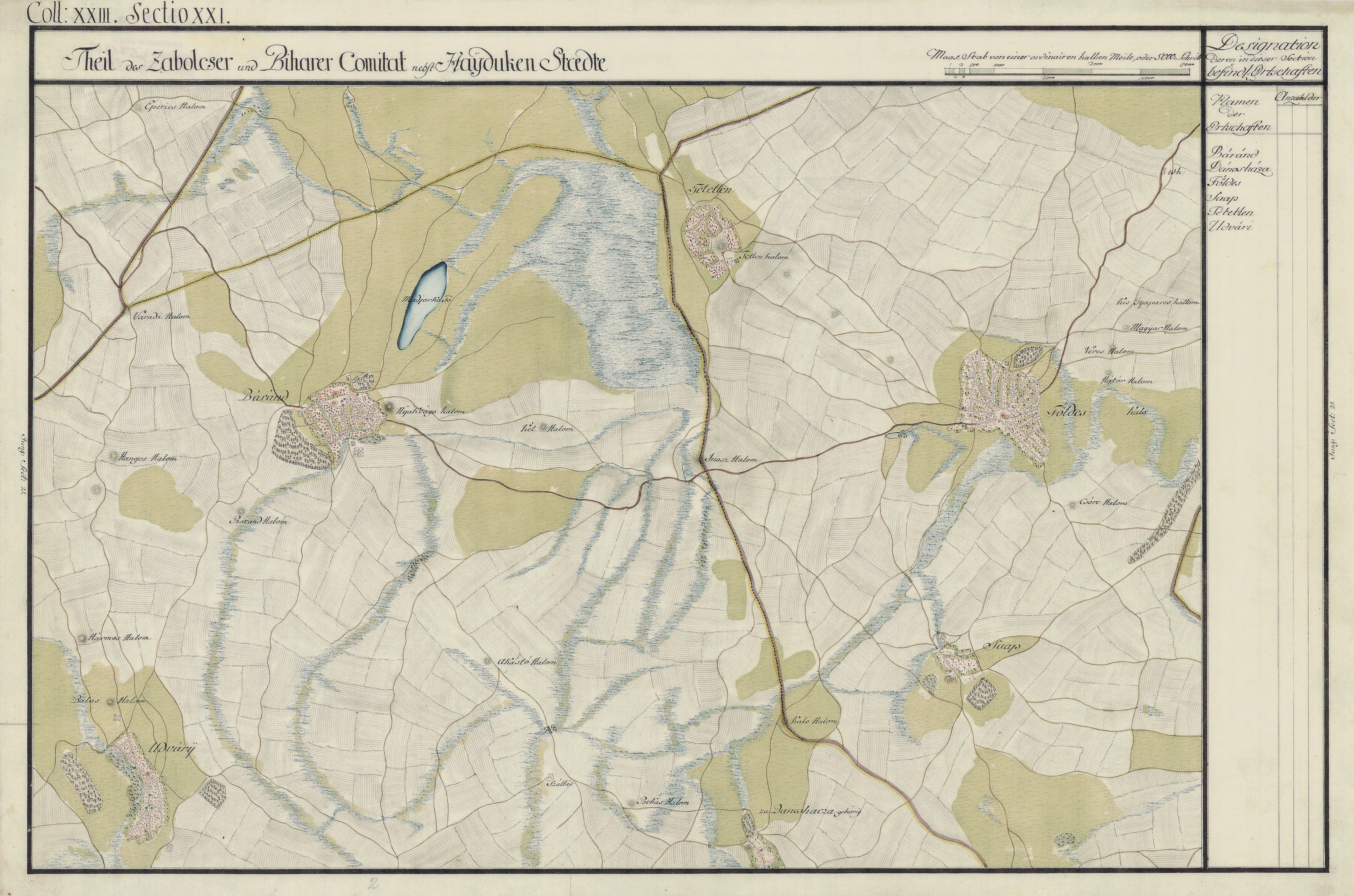
Tetétlen (Mitte oben) um 1782 (Aufnahmeblatt der Josephinischen Landesaufnahme)
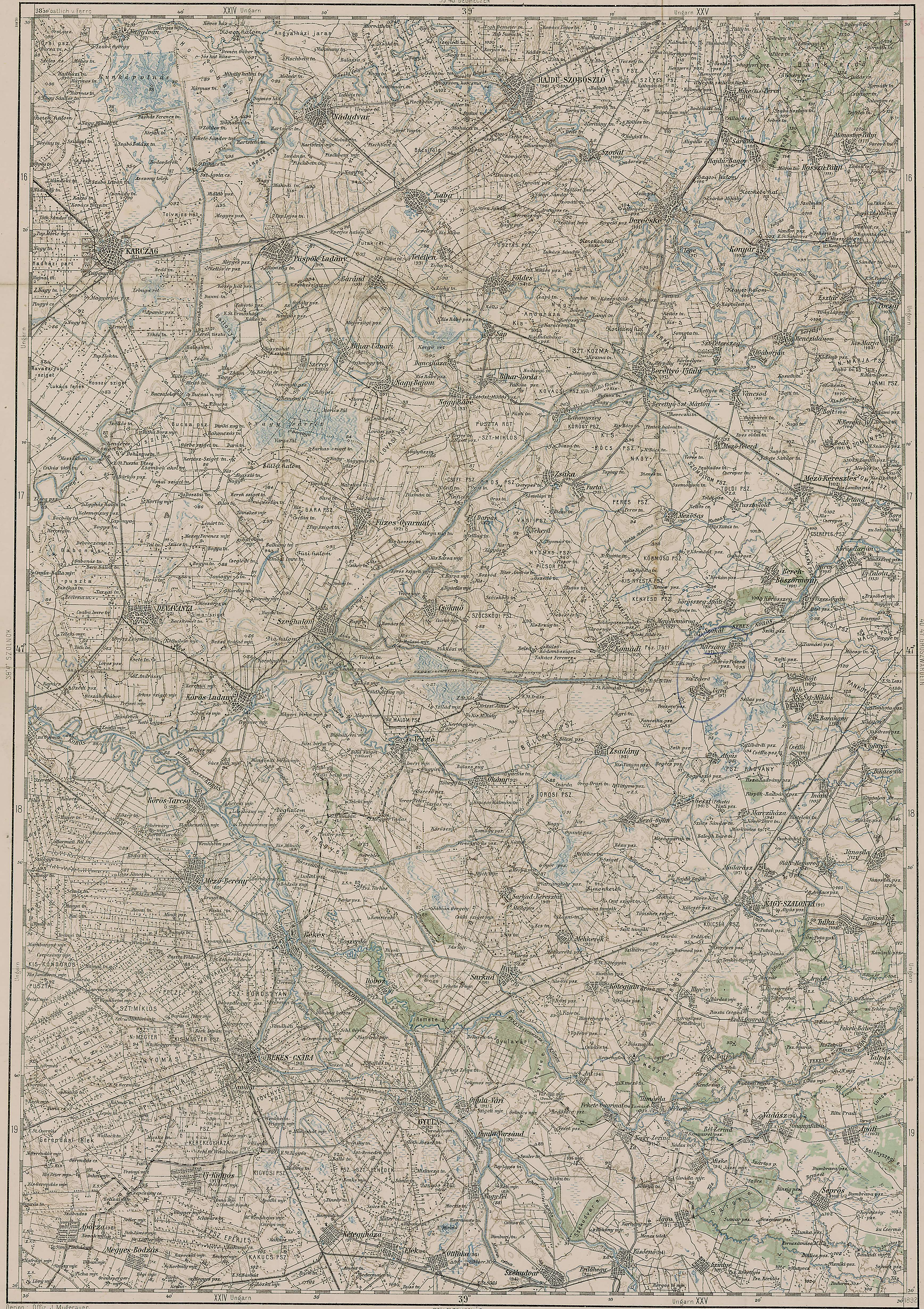
Tetétlen (N 47° 19'; O 38° 58') um 1892 (Aufnahmeblatt der Franzisco-Josephinischen Landesaufnahme)

## Gemeindepartnerschaft
- Kameničná, Slowakei, seit 2013[3]

## Sehenswürdigkeiten
- Reformierte Kirche, erbaut Anfang des 19. Jahrhunderts
  - Die Orgel der Kirche wurde von István Kerékgyártó gebaut.
- Schloss Zichy (Tetétlen) (Zichy kastély), erbaut 1840

## Verkehr
Durch Tetétlen verläuft die Landstraße Nr. 3407, vier Kilometer südlich des Ortes die Hauptstraße Nr. 42. Es bestehen Busverbindungen nach Földes und Kaba, wo sich der nächstgelegene Bahnhof befindet.